# Hans Bartels
Hans Bartels (5 de julho de 1910 - 31 de julho de 1945) foi um oficial alemão que serviu durante a Segunda Guerra Mundial. Foi condecorado com a Cruz de Cavaleiro da Cruz de Ferro.

## Carreira

### Patentes
| Fähnrich zur See     | 1 de janeiro de 1933 |
| Leutnant zur See     | 1 de abril de 1935   |
| Oberleutnant zur See | 1 de janeiro de 1937 |
| Kapitänleutnant      | 1 de outubro de 1939 |
| Korvettenkapitän     | 1 de outubro de 1943 |

## Condecorações
| Cruz de Ferro 2ª Classe                               |
| Cruz de Ferro 1ª Classe                               |
| Cruz de Cavaleiro da Cruz de Ferro 16 de maio de 1940 |